# Google Calendar
 Google Calendar este un serviciu de gestionare a timpului și programare calendar dezvoltat de Google . Acesta a devenit disponibil în versiunea beta pe 13 aprilie 2006 și în versiunea generală în iulie 2009, pe web și ca aplicații mobile pentru platformele Android și iOS. 
Google Calendar permite utilizatorilor să creeze și să editeze evenimente. Memento-urile pot fi activate pentru evenimente, cu opțiuni disponibile pentru tip și timp. De asemenea, pot fi adăugate locații pentru evenimente, iar alți utilizatori pot fi invitați la evenimente. Utilizatorii pot activa sau dezactiva vizibilitatea calendarelor speciale, inclusiv Zile de naștere, în care aplicația preia datele de naștere din persoanele de contact Google și afișează cardurile pentru ziua de naștere în fiecare an și Sărbători, un calendar specific țării, care afișează datele ocaziilor speciale. De-a lungul timpului, Google a adăugat funcționalități care utilizează învățarea mașinilor, inclusiv "Evenimente din Gmail", unde informațiile evenimentului din mesajele Gmail ale unui utilizator sunt adăugate automat în Google Calendar; "Memento-uri", în care utilizatorii adaugă activități de lucru care pot fi actualizate automat cu informații noi; Sugestii inteligente, în care aplicația recomandă titluri, contacte și locații atunci când creează evenimente; și "Obiective", în care utilizatorii introduc informații cu privire la un obiectiv personal specificat, iar aplicația planifică în mod automat activitatea la momente optime. 
Aplicațiile mobile din Google Calendar au primit recenzii polarizate. 2015 recenzii ale aplicațiilor Android și iOS au lăudat și au criticat designul. În timp ce unii critici au lăudat designul pentru a fi "mai curat", "îndrăzneți" și a utiliza "grafica colorată", alți recenzenți au afirmat că grafica a ocupat prea mult spațiu. Caracteristica Sugestii inteligente a fost, de asemenea, plăcută și displăcută, cu diferite niveluri de succes în aplicația care, de fapt, reușea să sugereze informații relevante la crearea evenimentului. Integrarea dintre Google Calendar și Gmail a fost lăudată însă criticii spunând că "toate detaliile relevante sunt acolo". 

## Caracteristici
Google Calendar permite utilizatorilor să creeze și să editeze evenimente. Evenimentele au un timp de start stabilit și un timp de oprire, cu o opțiune pentru un eveniment "toată ziua". Utilizatorii pot activa o funcționalitate "recurentă" cu parametri opționali pentru frecvență. Utilizatorii pot adăuga o culoare la un eveniment pentru recunoaștere sau pentru a distinge evenimentul de ceilalți. Utilizatorii pot seta opțional notificări, cu opțiuni de tip (e-mail, notificare push push) și timp. Locațiile pot fi adăugate pentru o înțelegere ușoară a locului unui eveniment. Evenimentele pot fi vizionate în diferite tipuri de setări, inclusiv zi, săptămână, lună sau orar. Utilizatorii pot invita alte persoane la evenimente; pentru ceilalți utilizatori Google Calendar, evenimentul devine vizibil în calendarul lor, iar pentru utilizatorii din Google Calendar, un e-mail va avea opțiuni pentru "Da", "Nu" sau "Poate". Setările de confidențialitate permit utilizatorului să definească nivelurile de vizibilitate publică a întregului calendar sau a evenimentelor individuale. Deși calendarul implicit este afișarea timpilor de eveniment pentru utilizatori în timpul lor local, utilizatorii pot specifica un fus orar diferit pentru un eveniment. Utilizatorii pot activa sau dezactiva vizibilitatea calendarelor speciale, inclusiv calendarul Zilelor de naștere, care preia automat date despre nașteri din contactele Google ale unui utilizator și afișează datele în fiecare an și un Calendar de sărbători, un calendar specific țării, care include date speciale ocazii. 
Interfața cu utilizatorul Google Calendar a fost inițial proiectată de Kevin Fox .  Calendarul Google permite utilizatorului să importe evenimente dintr-o altă aplicație de calendar, cu un suport notabil atât pentru calendarele Microsoft Outlook cât și pentru Apple iCloud . 

### Actualizări
În decembrie 2010, Google a adăugat posibilitatea utilizatorilor de a selecta un fus orar pentru un eveniment,  o caracteristică notabilă care a lipsit anterior; absența acestei caracteristici a fost criticată în mass-media. 
În august 2015, Google a adăugat o funcție "Evenimente din Gmail", unde informațiile evenimentului din mesajele Gmail ale unui utilizator sunt adăugate automat în Google Calendar. Caracteristica, activată în mod prestabilit, va actualiza, de asemenea, evenimentele cu informații noi pe baza noilor mesaje de e-mail primite, cum ar fi întârzierile de zbor.  
În decembrie 2015, Google a adăugat o caracteristică "Mementouri", permițând utilizatorilor să adauge activități cum ar fi mementouri, aceste activități fiind afișate în calendar împreună cu evenimentele regulate. De asemenea, Google afirmă că Memento-urile pot adăuga în mod automat informații adiționale și utile către mementouri pe baza unor detalii cunoscute, cum ar fi numere sau adrese. Mementourile funcționează ca o caracteristică de serviciu încrucișat, ceea ce înseamnă că mementourile se afișează și în Inbox by Gmail, Google Now și Google Keep . 
În ianuarie 2016, Google a adăugat "Sugestii inteligente" în Google Calendar în aplicațiile mobile. Sugestiile inteligente recomandă titluri de evenimente, precum și locații și contacte.  În același timp cu Sugestiile inteligente, Google a adăugat și calendare de vacanță pentru 54 de țări noi, adăugând până la un număr total de 143 de calendare de vacanță specifice unei țări. 
În aprilie 2016, Google a adăugat o funcție "Obiective". Obiectivele sunt activități pe care utilizatorul dorește să le finalizeze. După ce răspundeți la întrebări scurte, inclusiv "Cât de des?" și "Cel mai bun moment?" , Calendarul Google va "găsi în mod automat cele mai bune ferestre pentru creion în timp pentru acest obiectiv", calendarul adaptându-se la programul utilizatorului în timp, cum ar fi reprogramarea unei activități de obiectiv în cazul adăugării unui eveniment care provoacă un conflict direct cu timpul scopul.   Caracteristica a fost extinsă în ianuarie 2017, cu sprijinul Google Fit și Apple Health, pentru a vedea progresele înregistrate în realizarea obiectivului.  
În martie 2017, aplicația iOS a fost actualizată pentru a avea suport pentru iPad   și a fost din nou actualizată în iulie pentru a adăuga un widget în panoul iOS "Today".  
În iunie 2017, după anunțarea din luna mai a noii funcții a Grupurilor de Familii Google în cadrul mai multor servicii,   Google a lansat "calendarul de familie" pentru utilizatorii din Google Calendar. Caracteristica permite membrilor familiei să creeze evenimente partajate vizibile într-o opțiune de calendar "Familie". 

## Platforms
Într-o revistă din martie 2015 a aplicației Android, Sarah Mitroff de la CNET a scris că noua aplicație Material Design- inspirată a fost "mai curată", cu "mai puține distrageri și grafică colorată, care adaugă o mulțime de personalitate unei aplicații altfel plictisitoare". Ea a apreciat caracteristica Sugestii inteligente pentru a face ușor crearea de noi evenimente, adăugând că "Chiar și după doar câteva scrisori, aplicația va sugera cele mai relevante întâlniri. Aceasta este o caracteristică excelentă pentru crearea de evenimente care apar din când în când, cum ar fi o tunsoare sau o întâlnire cu doctorul, deoarece aplicația își amintește expresiile pe care le folosiți ". Ea a completat integrarea dintre Google Calendar și Gmail, scriind că "toate detaliile relevante sunt acolo, inclusiv numerele de confirmare, linkurile către e-mailul sursă, chiar și misiunile de zbor pentru zboruri" și l-au numit "una dintre părțile mele favorite ale aplicației ", dar, de asemenea, a remarcat faptul că caracteristica ar putea fi oprit. În plus, a lăudat "design-urile personale care îi împiedică să pară plictisitoare", și anume aplicația care oferă ilustrații vizuale pentru anumite tipuri de evenimente, cum ar fi o găleată de popcorn pentru evenimente de film sau o hartă vizuală a locației evenimentului, precum și ilustrații tematice pentru diferite luni, inclusiv "un munte acoperit de zăpadă și un schior" pentru luna decembrie. În general, ea a scris că Google Calendar "este o alternativă fiabilă, simplă și jucătoare pentru calendarul încorporat al dispozitivului dvs. și că este" eficientă și ușor de utilizat ". 
În schimb, Allyson Kazmucha de iMore a criticat câteva aspecte ale aplicației iPhone. Ea a scris: "Primul lucru pe care îl observați despre Google Calendar este interfața îndrăzneață", adăugând că "Google detectează automat anumite tipuri de evenimente și pune în spatele lor grafică, ceea ce este o atingere plăcută". Cu toate acestea, ea a criticat volumul de spațiu pe care grafica îl ocupă, scriind că "se pierde mult spațiu care ar putea fi folosit pentru a arăta mai multe evenimente dintr-o privire. Nu este un zgomot imens, dar pentru oricine are un calendar aglomerat, ar putea duce la o mulțime de derulare ". Ea a criticat de asemenea Sugestiile inteligente, scriind că "în timpul meu scurt, folosind Google Calendar, suportul pentru limbajul natural lasă mult de dorit. Am întâmpinat dificultăți în scrierea timpilor sau zilelor și prin faptul că Google a înțeles ". Cu toate acestea, ea a preferat opțiunile de vizualizare disponibile, scriind că "viziunea de trei zile este una dintre favoritele mele", dar a remarcat, de asemenea, că există o lipsă de "capacitatea de a trage rapid evenimentele pentru a le reprograma". De asemenea, Kazmucha a criticat lipsa unui widget în Centrul de notificare, dar a scris în mod concludent că "Calendarul Google este oprit pentru un bun început, dar nu mă face să trec de la aplicația calendaristică curentă". 
Derek Walter de la Macworld a lăudat însă aplicația pentru iPhone, scriind "Este o aplicație minunată de calendar care mină contul dvs. Gmail pentru a adăuga automat evenimente", cu "o stropire de culori și grafică pentru efect". Walter a criticat de asemenea lipsa unui widget în Centrul de notificare, precum și lipsa de sprijin din partea iPad-ului . Walter a numit Designul Materialului "destul de elegant și lustruit, concentrându-se pe împărțirea informațiilor pentru vizualizare ușoară, înregistrarea atingerilor cu o stropire subtilă pe ecran și folosirea numeroaselor repere vizuale", dar a remarcat că "nu este pentru toată lumea, mai ales dacă preferați revizuirea designului Apple, introdusă pentru prima oară în iOS 7 . Veți găsi, de asemenea, că unele elemente de design material nu se traduc bine la iPhone, cum ar fi pierderea gestului de slide pentru a merge înapoi ". 